# Napoleon Sądek
Napoleon Sądek, né en 1905 et mort en 1970, est un scénariste polonais.

## Filmographie
- 1940: Złota Maska
- 1939: O czym się nie mówi...
- 1938: Za winy niepopełnione
- 1938: Zapomniana melodia
- 1938: Pawel i Gawel
- 1938: Robert i Bertrand
- 1937: Niedorajda
- 1937: Dorożkarz nr 13
- 1936: Będzie lepiej
- 1936: 30 karatów szczęścia
- 1936: Papa się żeni
- 1936: Bolek i Lolek
- 1936: Dodek na froncie
- 1935: Nie miała baba kłopotu
- 1935: Wacuś
- 1935: Miłość maturzystki
- 1934: Kocha, lubi, szanuje
- 1933: Romeo i Julcia